# Segunda División 'B' de México 1984-85
La Temporada 1984-85 de la Segunda División 'B' de México fue la tercera temporada en la historia de esta competición. Se disputó entre los meses de agosto de 1984 y junio de 1985. El conjunto de La Piedad se proclamó campeón de la categoría al derrotar al equipo de los Pumas ENEP por 3-2 en el global, siendo además estos dos clubes los que lograrían su ascenso a la Segunda División. 
Por otro lado, de la Segunda descendieron, el ya citado La Piedad, el S.U.O.O. y el conjunto de la U.A.B.J. de Oaxaca. En un principio, desde la Tercera División había logrado su ascenso el conjunto de los Loros de la Universidad de Colima, sin embargo, el equipo rechazó participar por motivos económicos siendo sustituido por los Alcaldes de Lagos. 
Durante el desarrollo de la competencia se dieron tres cambios en las franquicias: el primero de ellos fue la mudanza del equipo de la Universidad Veracruzana de Xalapa que en la jornada 10 pasó a llamarse Gallos de Satélite; en la jornada 13 Tabasco se convirtió en una filial del Club Deportivo Texcoco de la Segunda categoría pasando a llamarse Texcoco B; por último, en la fecha 16 el equipo de Panteras de Aguascalientes se trasladó a la ciudad de Torreón.

## Formato de competencia
Los veinte equipos se dividen en cuatro grupos de cinco clubes, los conjuntos se dividen en dos llaves de diez clubes que jugarán entre ellos en cuatro ocasiones a lo largo de 36 jornadas, dos en cada campo. Al finalizar la temporada regular los dos mejores clubes de cada grupo pasan a la fase de liguilla en donde se enfrentarán en dos agrupaciones de ocho cuadros para determinar los dos clubes que disputarán la gran final por el campeonato, ascenderá el ganador de esa serie eliminatoria. Los dos equipos con el peor puntaje descenderán a la Tercera División mientras que el lugar número 18 deberá jugar una eliminatoria de descenso contra el tercer lugar de la categoría inferior, el ganador tendrá un lugar en la siguiente temporada de la Segunda B.
El reglamento de puntuaciones varía de acuerdo a algunas condiciones dadas en el partido, es decir: concede dos puntos si hay una victoria por un gol de diferencia; tres si se ganan con más de dos anotaciones de ventaja; y uno si se da un empate entre ambos clubes.

## Equipos participantes

### Equipos por Entidad Federativa
| Entidad Federativa | N.º | Equipos                                                         |
| ------------------ | --- | --------------------------------------------------------------- |
| Veracruz           | 4   | Átomos de Minatitlán, Martínez de la Torre, Orizaba y UV Xalapa |
| Jalisco            | 4   | Bachilleres, Industrial Tepatitlán, Lagos de Moreno y Tapatío   |
| Estado de México   | 4   | Cachorros Neza, Gallos de Satélite, SUOO y Texcoco "B"          |
| Michoacán          | 2   | La Piedad y Uruapan                                             |
| Aguascalientes     | 1   | Panteras                                                        |
| Distrito Federal   | 1   | Pumas ENEP                                                      |
| Coahuila           | 1   | Panteras Torreón                                                |
| Guerrero           | 1   | Iguala FC                                                       |
| Morelos            | 1   | Cuautla                                                         |
| Oaxaca             | 1   | UABJO                                                           |
| Puebla             | 1   | UPAEP                                                           |
| Tabasco            | 1   | Cacaoteros de Tabasco                                           |
| Tlaxcala           | 1   | Lobos de Tlaxcala                                               |

### Información sobre los equipos participantes
| Equipo                           | Ciudad                                            | Estadio                                 |
| -------------------------------- | ------------------------------------------------- | --------------------------------------- |
| Átomos                           | Minatitlán, Veracruz                              | Campo Nanahuatzin                       |
| Bachilleres                      | Guadalajara, Jalisco                              | Tecnológico UdeG                        |
| Cachorros Neza                   | Ciudad Nezahualcóyotl, Estado de México           | Metropolitano de Neza                   |
| Cuautla                          | Cuautla, Morelos                                  | Isidro Gil Tapia                        |
| Gallos de Satélite               | Ciudad Satélite, Estado de México                 | Unidad Deportiva Cuauhtémoc             |
| Iguala                           | Iguala, Guerrero                                  | General Ambrosio Figueroa               |
| Industrial Tepatitlán            | Tepatitlán, Jalisco                               | Tepa Gómez                              |
| La Piedad                        | La Piedad, Michoacán                              | Juan N. López                           |
| Lagos de Moreno                  | Lagos de Moreno, Jalisco                          | Chava Reyes                             |
| Lobos Tlaxcala                   | Tlaxcala, Tlaxcala                                | Tlahuicole                              |
| Martínez de la Torre             | Martínez de la Torre, Veracruz                    | El Cañizo                               |
| Orizaba                          | Orizaba, Veracruz                                 | Socum                                   |
| Panteras Ags. / Panteras Torreón | Aguascalientes, Aguascalientes /Torreón, Coahuila | Municipal de Aguascalientes / Moctezuma |
| Pumas E.N.E.P.                   | Ciudad de México                                  | Olímpico Universitario                  |
| S.U.O.O.                         | Cuautitlán, Estado de México                      | Los Pinos                               |
| Tabasco                          | Villahermosa, Tabasco                             | Olímpico de Villahermosa                |
| Tapatío                          | Guadalajara, Jalisco                              | Casa Club Guadalajara                   |
| Texcoco B                        | Texcoco, Estado de México                         | Municipal de Texcoco                    |
| U.A.B.J. Oaxaca                  | Oaxaca, Oaxaca                                    | General Manuel Cabrera                  |
| U.P.A.E.P.                       | Puebla, Puebla                                    | Cuauhtémoc                              |
| U.V. Xalapa                      | Xalapa, Veracruz                                  | Xalapeño                                |
| Uruapan                          | Uruapan, Michoacán                                | Hermanos López Rayón                    |

## Grupos

### Grupo 1
| Pos. | Equipo                               | Pts. | PJ | G  | E  | P  | GF | GC | Dif. | Clasificación               |
| ---- | ------------------------------------ | ---- | -- | -- | -- | -- | -- | -- | ---- | --------------------------- |
| 1    | La Piedad (C, A)                     | 65   | 36 | 20 | 9  | 7  | 64 | 37 | +27  | Cuadrangular de la liguilla |
| 2    | Pumas ENEP (A)                       | 56   | 36 | 15 | 13 | 8  | 54 | 30 | +24  | Cuadrangular de la liguilla |
| 3    | Panteras de Aguascalientes / Torreón | 56   | 36 | 17 | 9  | 10 | 45 | 37 | +8   |                             |
| 4    | Tapatío                              | 39   | 36 | 11 | 10 | 15 | 51 | 52 | −1   |                             |
| 5    | Cachorros Neza                       | 37   | 36 | 10 | 9  | 17 | 52 | 61 | −9   |                             |

 Fuente: RSSSF
Notas:
1. ↑  A partir de la jornada 16 el equipo Panteras se trasladó de Aguascalientes a Torreón

### Grupo 2
| Pos. | Equipo                   | Pts. | PJ | G  | E  | P  | GF | GC | Dif. | Clasificación               |
| ---- | ------------------------ | ---- | -- | -- | -- | -- | -- | -- | ---- | --------------------------- |
| 1    | Bachilleres              | 48   | 36 | 14 | 10 | 12 | 42 | 38 | +4   | Cuadrangular de la liguilla |
| 2    | SUOO                     | 46   | 36 | 15 | 7  | 14 | 50 | 49 | +1   | Cuadrangular de la liguilla |
| 3    | Industrial de Tepatitlán | 46   | 36 | 14 | 11 | 11 | 48 | 56 | −8   |                             |
| 4    | Lagos de Moreno (D)      | 32   | 36 | 9  | 8  | 19 | 43 | 68 | −25  | Promoción de descenso       |
| 5    | Uruapan                  | 29   | 36 | 8  | 8  | 20 | 48 | 69 | −21  | Descenso de categoría       |

 Fuente: RSSSF
Notas:
1. ↑  Uruapan mantuvo la categoría sustituyendo a Chetumal, campeón de la Tercera División, debido a que el cuadro quintanarroense adquirió la franquicia de Unión de Curtidores y fue ascendido a la Segunda División.

### Grupo 3
| Pos. | Equipo                               | Pts. | PJ | G  | E  | P  | GF | GC | Dif. | Clasificación               |
| ---- | ------------------------------------ | ---- | -- | -- | -- | -- | -- | -- | ---- | --------------------------- |
| 1    | Martínez de la Torre                 | 58   | 36 | 17 | 11 | 8  | 76 | 48 | +28  | Cuadrangular de la liguilla |
| 2    | UABJO                                | 54   | 36 | 17 | 11 | 8  | 44 | 34 | +10  | Cuadrangular de la liguilla |
| 3    | Orizaba                              | 44   | 36 | 14 | 9  | 13 | 47 | 48 | −1   |                             |
| 4    | Tabasco / Texcoco "B"                | 33   | 36 | 7  | 13 | 16 | 53 | 64 | −11  |                             |
| 5    | U.V. Xalapa / Gallos de Satélite (D) | 26   | 36 | 5  | 13 | 18 | 38 | 61 | −23  | Descenso de categoría       |

 Fuente: RSSSF
Notas:
1. ↑  Tabasco fue comprado por el Club Deportivo Texcoco y convertido en Texcoco "B" tras la jornada 13
2. ↑  U.V. Xalapa fue vendido en la jornada 10 dando paso a Gallos de Satélite

### Grupo 4
| Pos. | Equipo               | Pts. | PJ | G  | E  | P  | GF | GC | Dif. | Clasificación               |
| ---- | -------------------- | ---- | -- | -- | -- | -- | -- | -- | ---- | --------------------------- |
| 1    | Lobos de Tlaxcala    | 67   | 36 | 20 | 10 | 6  | 68 | 32 | +36  | Cuadrangular de la liguilla |
| 2    | Átomos de Minatitlán | 49   | 36 | 15 | 9  | 12 | 46 | 48 | −2   | Cuadrangular de la liguilla |
| 3    | Iguala               | 44   | 36 | 13 | 10 | 13 | 50 | 48 | +2   |                             |
| 4    | Cuautla              | 39   | 36 | 11 | 9  | 16 | 46 | 61 | −15  |                             |
| 5    | UPAEP                | 32   | 36 | 6  | 15 | 15 | 36 | 60 | −24  |                             |

 Fuente: RSSSF

## Tabla general
| Pos. | Equipo                               | Pts. | PJ | G  | E  | P  | GF | GC | Dif. | Clasificación               |
| ---- | ------------------------------------ | ---- | -- | -- | -- | -- | -- | -- | ---- | --------------------------- |
| 1    | Lobos de Tlaxcala                    | 67   | 36 | 20 | 10 | 6  | 68 | 32 | +36  | Cuadrangular de la liguilla |
| 2    | La Piedad (C, A)                     | 65   | 36 | 20 | 9  | 7  | 64 | 37 | +27  | Cuadrangular de la liguilla |
| 3    | Martínez de la Torre                 | 58   | 36 | 17 | 11 | 8  | 76 | 48 | +28  | Cuadrangular de la liguilla |
| 4    | Pumas ENEP (A)                       | 56   | 36 | 15 | 13 | 8  | 54 | 30 | +24  | Cuadrangular de la liguilla |
| 5    | Panteras de Aguascalientes / Torreón | 56   | 36 | 17 | 9  | 10 | 45 | 37 | +8   |                             |
| 6    | UABJO                                | 54   | 36 | 17 | 11 | 8  | 44 | 34 | +10  | Cuadrangular de la liguilla |
| 7    | Átomos de Minatitlán                 | 49   | 36 | 15 | 9  | 12 | 46 | 48 | −2   | Cuadrangular de la liguilla |
| 8    | Bachilleres                          | 48   | 36 | 14 | 10 | 12 | 42 | 38 | +4   | Cuadrangular de la liguilla |
| 9    | SUOO                                 | 46   | 36 | 15 | 7  | 14 | 50 | 49 | +1   | Cuadrangular de la liguilla |
| 10   | Industrial de Tepatitlán             | 46   | 36 | 14 | 11 | 11 | 48 | 56 | −8   |                             |
| 11   | Iguala                               | 44   | 36 | 13 | 10 | 13 | 50 | 48 | +2   |                             |
| 12   | Orizaba                              | 44   | 36 | 14 | 9  | 13 | 47 | 48 | −1   |                             |
| 13   | Tapatío                              | 39   | 36 | 11 | 10 | 15 | 51 | 52 | −1   |                             |
| 14   | Cuautla                              | 39   | 36 | 11 | 9  | 16 | 46 | 61 | −15  |                             |
| 15   | Cachorros Neza                       | 37   | 36 | 10 | 9  | 17 | 52 | 61 | −9   |                             |
| 16   | Tabasco / Texcoco "B"                | 33   | 36 | 7  | 13 | 16 | 53 | 64 | −11  |                             |
| 17   | UPAEP                                | 32   | 36 | 6  | 15 | 15 | 36 | 60 | −24  |                             |
| 18   | Lagos de Moreno (D)                  | 32   | 36 | 9  | 8  | 19 | 43 | 68 | −25  | Promoción de descenso       |
| 19   | Uruapan                              | 29   | 36 | 8  | 8  | 20 | 48 | 69 | −21  | Descenso de categoría       |
| 20   | U.V. Xalapa / Gallos de Satélite (D) | 26   | 36 | 5  | 13 | 18 | 38 | 61 | −23  | Descenso de categoría       |

 Fuente: RSSSF
Notas:
1. ↑  A partir de la jornada 16 el equipo Panteras se trasladó de Aguascalientes a Torreón
2. ↑  Tabasco fue comprado por el Club Deportivo Texcoco y convertido en Texcoco "B" tras la jornada 13
3. ↑  Uruapan mantuvo la categoría sustituyendo a Chetumal, campeón de la Tercera División, debido a que el cuadro quintanarroense adquirió la franquicia de Unión de Curtidores y fue ascendido a la Segunda División.
4. ↑  U.V. Xalapa fue vendido en la jornada 10 dando paso a Gallos de Satélite

## Resultados

### Llave Occidente
| Local \ Visitante     | BAC | CNZ | IND | LPD | LAG | PAN | PUM | SUO | TAP | UPN |
| --------------------- | --- | --- | --- | --- | --- | --- | --- | --- | --- | --- |
| Bachilleres           | —   | 3–2 | 0–2 | 0–0 | 4–2 | 0–0 | 0–0 | 1–3 | 0–1 | 1–0 |
| Cachorros Neza        | 0–2 | —   | 0–0 | 4–4 | 5–0 | 4–1 | 0–1 | 3–1 | 1–1 | 1–1 |
| Industrial Tepatitlán | 2–4 | 1–1 | —   | 1–0 | 1–2 | 1–1 | 1–0 | 2–2 | 0–3 | 3–1 |
| La Piedad             | 1–0 | 3–0 | 2–0 | —   | 2–1 | 1–2 | 3–1 | 0–2 | 1–1 | 3–0 |
| Lagos de Moreno       | 0–1 | 4–1 | 1–2 | 0–0 | —   | 0–3 | 1–2 | 1–3 | 1–1 | 2–0 |
| Panteras              | 0–0 | 0–1 | 3–1 | 0–1 | 3–0 | —   | 1–1 | 0–1 | 2–0 | 1–0 |
| Pumas ENEP            | 0–1 | 4–0 | 1–1 | 1–0 | 1–1 | 2–2 | —   | 0–0 | 4–2 | 4–0 |
| SUOO                  | 2–1 | 0–1 | 1–1 | 1–0 | 3–0 | 1–2 | 2–0 | —   | 2–0 | 2–0 |
| Tapatío               | 2–0 | 2–1 | 2–2 | 1–2 | 1–2 | 5–0 | 1–4 | 3–2 | —   | 3–1 |
| Uruapan               | 2–3 | 2–2 | 7–2 | 3–0 | 2–2 | 0–1 | 1–1 | 2–1 | 1–1 | —   |

| Local \ Visitante     | BAC | CNZ | IND | LPD | LAG | PAN | PUM | SUO | TAP | UPN |
| --------------------- | --- | --- | --- | --- | --- | --- | --- | --- | --- | --- |
| Bachilleres           | —   | 0–1 | 1–2 | 0–3 | 2–0 | 3–0 | 1–0 | 1–1 | 1–1 | 2–1 |
| Cachorros Neza        | 0–3 | —   | 1–2 | 1–3 | 3–2 | 1–2 | 1–1 | 5–1 | 2–1 | 3–0 |
| Industrial Tepatitlán | 1–0 | 0–0 | —   | 3–2 | 3–2 | 1–1 | 0–0 | 2–1 | 2–1 | 3–1 |
| La Piedad             | 1–1 | 3–1 | 2–1 | —   | 3–1 | 0–0 | 1–0 | 3–1 | 1–1 | 2–2 |
| Lagos de Moreno       | 1–0 | 3–1 | 2–1 | 1–6 | —   | 2–3 | 0–0 | 0–0 | 1–0 | 4–4 |
| Panteras              | 0–0 | 3–1 | 2–0 | 1–2 | 2–1 | —   | 1–1 | 1–0 | 3–0 | 1–0 |
| Pumas ENEP            | 2–2 | 1–0 | 3–0 | 1–1 | 0–1 | 3–1 | —   | 5–1 | 3–0 | 2–0 |
| SUOO                  | 1–2 | 2–2 | 1–2 | 2–3 | 2–1 | 1–0 | 0–2 | —   | 2–1 | 2–1 |
| Tapatío               | 1–1 | 2–1 | 4–1 | 1–2 | 1–1 | 1–0 | 1–2 | 0–0 | —   | 5–1 |
| Uruapan               | 3–1 | 2–1 | 1–1 | 1–3 | 2–0 | 1–2 | 2–1 | 1–3 | 2–0 | —   |

### Llave Oriente
| Local \ Visitante             | ATO | CUA | IGU | LBT | MDT | ORI | TAB | UBJ | UPA | UVX |
| ----------------------------- | --- | --- | --- | --- | --- | --- | --- | --- | --- | --- |
| Átomos                        | —   | 1–0 | 3–2 | 1–1 | 2–2 | 1–1 | 0–0 | 0–1 | 3–0 | 1–0 |
| Cuautla                       | 4–0 | —   | 1–1 | 0–3 | 1–1 | 4–1 | 1–1 | 0–3 | 1–1 | 4–1 |
| Iguala                        | 0–0 | 4–1 | —   | 1–3 | 1–2 | 2–0 | 2–1 | 3–0 | 0–0 | 1–0 |
| Lobos Tlaxcala                | 0–1 | 1–0 | 1–0 | —   | 4–0 | 4–0 | 4–2 | 1–1 | 2–2 | 4–0 |
| Martínez de la Torre          | 3–0 | 6–0 | 5–1 | 3–2 | —   | 3–1 | 4–2 | 0–1 | 6–2 | 6–1 |
| Orizaba                       | 0–1 | 2–1 | 3–1 | 1–1 | 1–1 | —   | 1–0 | 1–0 | 1–0 | 1–0 |
| Tabasco / Texcoco "B"         | 1–1 | 3–4 | 0–3 | 0–1 | 2–2 | 2–1 | —   | 1–1 | 2–2 | 1–1 |
| UABJO                         | 3–0 | 1–0 | 1–1 | 0–0 | 1–2 | 0–0 | 4–0 | —   | 1–1 | 2–1 |
| UPAEP                         | 0–2 | 2–3 | 0–1 | 0–5 | 1–6 | 1–1 | 0–2 | 0–1 | —   | 0–0 |
| U.V. Xalapa / Gallos Satélite | 1–1 | 1–2 | 2–3 | 0–1 | 1–1 | 2–2 | 2–0 | 1–1 | 0–1 | —   |

| Local \ Visitante    | ATO | CUA | GLS | IGU | LBT | MDT | ORI | TEX | UBJ | UPA |
| -------------------- | --- | --- | --- | --- | --- | --- | --- | --- | --- | --- |
| Átomos               | —   | 5–1 | 2–2 | 3–1 | 1–2 | 3–1 | 3–1 | 1–0 | 2–0 | 1–0 |
| Cuautla              | 0–2 | —   | 2–1 | 0–0 | 1–1 | 0–0 | 1–0 | 2–3 | 1–2 | 3–2 |
| Gallos Satélite      | 1–0 | 2–1 | —   | 0–0 | 1–3 | 4–1 | 3–0 | 1–1 | 2–2 | 0–1 |
| Iguala               | 4–0 | 1–2 | 2–2 | —   | 1–0 | 1–0 | 3–1 | 1–0 | 1–1 | 1–1 |
| Lobos Tlaxcala       | 1–1 | 1–1 | 4–0 | 3–1 | —   | 4–1 | 2–2 | 0–2 | 1–0 | 1–1 |
| Martínez de la Torre | 2–0 | 2–1 | 1–0 | 2–1 | 3–0 | —   | 2–2 | 1–2 | 3–1 | 1–1 |
| Orizaba              | 3–2 | 3–0 | 3–0 | 3–1 | 0–1 | 1–1 | —   | 3–1 | 2–0 | 1–0 |
| Texcoco "B"          | 5–1 | 0–1 | 3–3 | 3–3 | 2–3 | 1–1 | 0–2 | —   | 6–1 | 1–1 |
| UABJO                | 2–0 | 1–0 | 2–1 | 2–1 | 2–1 | 1–0 | 2–1 | 0–0 | —   | 3–0 |
| UPAEP                | 3–1 | 2–2 | 1–1 | 2–0 | 0–2 | 1–1 | 2–1 | 5–3 | 0–0 | —   |

## Liguilla por el título

### Grupo A
| Pos. | Equipo               | Pts. | PJ | G | E | P | GF | GC | Dif. | Clasificación     |
| ---- | -------------------- | ---- | -- | - | - | - | -- | -- | ---- | ----------------- |
| 1    | La Piedad (C)        | 16   | 6  | 5 | 1 | 0 | 16 | 4  | +12  | Acceso a la final |
| 2    | SUOO                 | 10   | 6  | 4 | 0 | 2 | 12 | 9  | +3   |                   |
| 3    | Átomos de Minatitlán | 5    | 6  | 2 | 0 | 4 | 6  | 13 | −7   |                   |
| 4    | Martínez de la Torre | 1    | 6  | 0 | 1 | 5 | 6  | 14 | −8   |                   |

 Fuente: RSSSF

#### Resultados
| Local \ Visitante    | ATO | LPD | MDT | SUO |
| -------------------- | --- | --- | --- | --- |
| Átomos               | —   | 0–4 | 1–0 | 1–2 |
| La Piedad            | 3–0 | —   | 2–0 | 2–0 |
| Martínez de la Torre | 2–3 | 2–2 | —   | 1–4 |
| SUOO                 | 2–1 | 2–3 | 2–1 | —   |

### Grupo B
| Pos. | Equipo            | Pts. | PJ | G | E | P | GF | GC | Dif. | Clasificación     |
| ---- | ----------------- | ---- | -- | - | - | - | -- | -- | ---- | ----------------- |
| 1    | Pumas ENEP        | 11   | 6  | 3 | 2 | 1 | 11 | 6  | +5   | Acceso a la final |
| 2    | Lobos de Tlaxcala | 10   | 6  | 3 | 1 | 2 | 9  | 9  | 0    |                   |
| 3    | UABJO             | 5    | 6  | 2 | 1 | 3 | 7  | 9  | −2   |                   |
| 4    | Bachilleres       | 4    | 6  | 1 | 2 | 3 | 5  | 8  | −3   |                   |

 Fuente: RSSSF

#### Resultados
| Local \ Visitante | BAC | LBT | PUM | UBJ |
| ----------------- | --- | --- | --- | --- |
| Bachilleres       | —   | 0–0 | 0–1 | 3–2 |
| Lobos de Tlaxcala | 3–1 | —   | 1–3 | 3–1 |
| Pumas ENEP        | 1–1 | 4–1 | —   | 2–2 |
| UABJO             | 1–0 | 0–1 | 1–0 | —   |

### Final
La serie final del torneo enfrentó a La Piedad contra los Pumas E.N.E.P..
| 16 de junio de 1985 | Pumas E.N.E.P. | 1-1 | La Piedad | Estadio Olímpico Universitario, Ciudad de México |  |

| 23 de junio de 1985                                                                    | La Piedad | 2-1 | Pumas E.N.E.P. | Estadio Juan Nepomuceno López, La Piedad |  |
| La Piedad campeón de la Temporada 1984-85. Global 3-2 y asciende a la Segunda División |           |     |                |                                          |  |

|                                |
| La Piedad Campeón 1.er título. |